# Edmond Audemars
Edmond Audemars (ur. 3 grudnia 1882 w Le Brassus, zm. 4 sierpnia 1970 w Deauville) – szwajcarski kolarz torowy i szosowy, pionier lotnictwa oraz przedsiębiorca.

## Kariera
Swój największy kolarski sukces w karierze Edmond Audemars osiągnął w 1903 roku, kiedy zdobył złoty medal w wyścigu ze startu zatrzymanego amatorów podczas mistrzostw świata w Kopenhadze. Był to jednak jedyny medal zdobyty przez Szwajcara na międzynarodowej imprezie tej rangi. Startował także w wyścigach szosowych, ale bez większych sukcesów. Nigdy nie wystąpił na igrzyskach olimpijskich.
W latach 1904–1906 był przedstawicielem firmy Michelin w Szwajcarii. W tym czasie kupił także samolot "Demoiselle" projektu Alberto Santosa-Dumonta. W 1912 roku Audemars był pilotem wojskowym w armii Stanów Zjednoczonych. W tym samym roku przeleciał jednopłatowcem "Bleriot" trasę z Paryża do Berlina z tylko jednym (przymusowym) międzylądowaniem. W 1913 roku wygrał zawody lotnicze na trasie Londyn-Paryż, za co otrzymał nagrodę 10 000 marek. Dwa lata później ustanowił rekord wysokości lotu pasażerskiego wynikiem 6600 metrów. W 1910 roku jego pasażerem był król Włoch Wiktor Emanuel III, a w 1915 roku władca Hiszpanii Alfons XIII.
Za swe osiągnięcia Audemars został kilkakrotnie odznaczony, między innymi niemieckim Orderem Zasługi Republiki Federalnej Niemiec i francuskimi Medalem Lotniczym oraz Legią Honorową.
Jego kuzyn Jules Audemars był współzałożycielem firmy Audemars Piguet.